# Абелин, Густав
Густав Рудольф Абелин (швед. Gustaf Rudolf Abelin, 17 мая 1819, Линчёпинг, Эстергётланд, Швеция — 19 сентября 1903, Квиллинге, Эстергётланд, Швеция) — шведский генерал-лейтенант, министр обороны Швеции и член риксдага (первой палаты) с 1871 по 1898 год.

## Биография
Густав Абелин и его брат Хьялмар Абелин родились в семье мэра Линчёпинга Захариаса Абелина.
В возрасте восемнадцати лет Густав стал добровольцем в первом лейб-гренадерском полку, позже он получил диплом студента и стал офицером. В 1839 году Абелин был назначен унтер-лейтенантом в полку Нерке, где был повышен до лейтенанта в 1846 году, в 1850 году стал квартирмейстером полка, а в 1855 году капитаном. В 1862 году он был произведён в подполковники Южного сканского пехотного полка.
В последующие годы он работал в составе нескольких комитетов, в том числе и в том, который был назначен для подготовки предложения по перевооружению армии самозарядной винтовкой.
В 1867 году Густав был назначен полковником и супервайзером Северного сканского пехотного полка, но в том же году был назначен генерал-майором армии и членом Государственного совета, где с 1867 по 1871 год возглавлял Министерство обороны Швеции.
После решения риксдага Густав Абелин был назначен генерал-лейтенантом и возвращён к руководству Северного сканского пехотного полка. В 1872—1887 годах он был главнокомандующим вторым военным округом, а в 1874—1875 годах участвовал в комитете по составлению предложения о новом армейском указе. В 1887 году Абелин стал генерал-лейтенантом в запасе генералитета.
Густав Абелин был депутатом первой палаты риксдага от лена Эстергётланда в 1871—1898 годах, заседал в Комитете обороны в 1875, 1877, 1878 и 1883 годах и был членом Секретного комитета в 1895 году. С 1867 года он был членом первого класса Королевской академии военных наук, а в 1900 году ушёл в отставку. Абелин также был председателем правления Гёта-канала в 1881—1901 годах и председателем правления Motala Verkstad в 1883—1891 годах.

## Награды
- Рыцарь ордена Меча (1863)
- Командор ордена Меча (1868)
- Кавалер Большого креста ордена Меча (29 июля 1869)[6]
- Кавалер ордена Серафимов (1 декабря 1886)
- Кавалер Большого креста ордена Данеброг
- Кавалер Большого креста ордена Короны Италии
- Кавалер ордена Красного орла 1-й степени